# Alexei Alexejewitsch Kusnezow

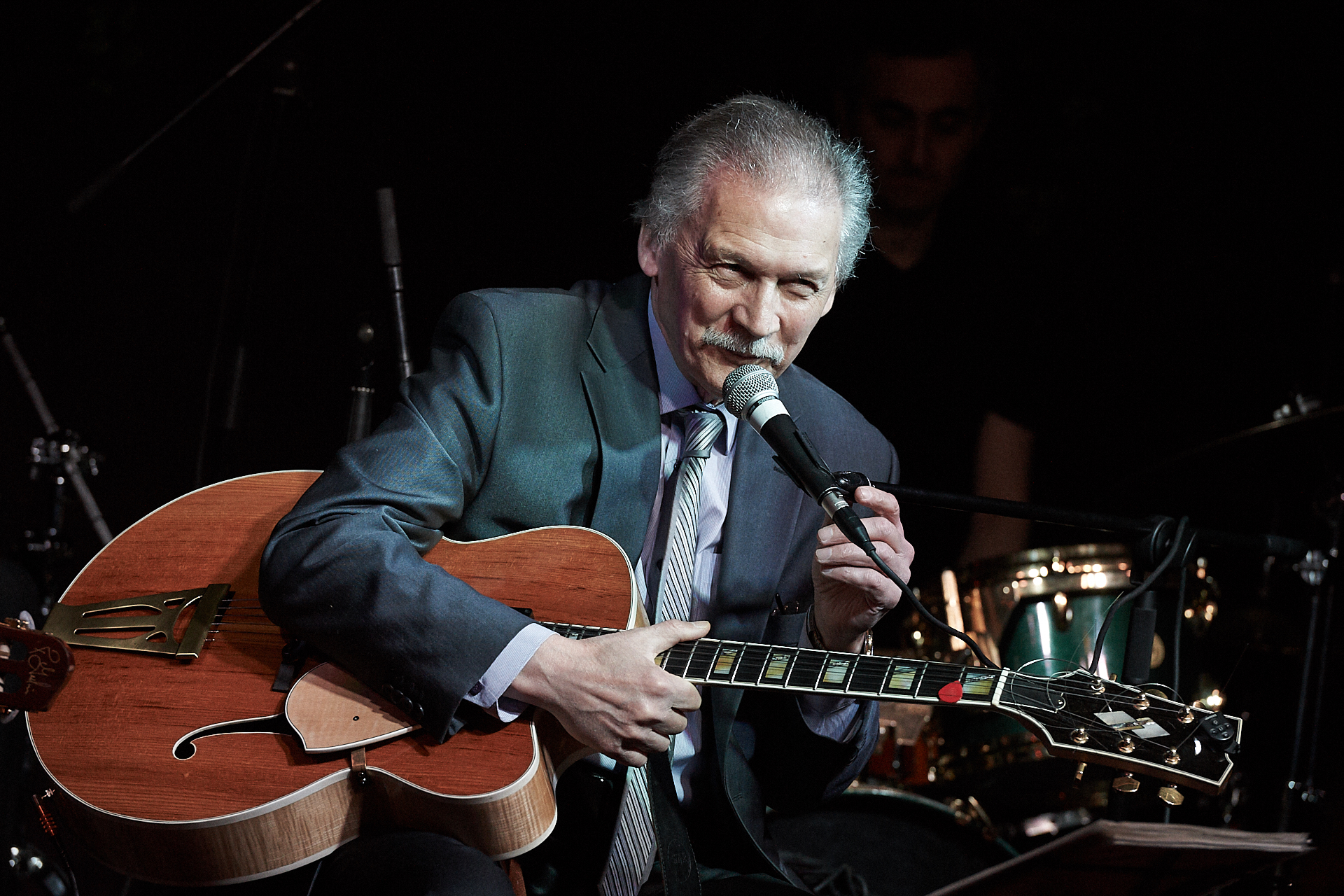
Alexei Alexejewitsch Kusnezow, 2018

Alexei Alexejewitsch Kusnezow (russisch Алексей Алексеевич Кузнецов; * 6. September 1941 in Tscheljabinsk) ist ein russischer Jazzgitarrist, Komponist und Arrangeur.
Sein Vater war auch Jazzgitarrist und im Sinfonieorchester des All-Unions Radio und Fernsehens (Leitung Juri Siljantjewa), an dem auch Alexei Kusnezow nach seinem Studium an einer Moskauer Musikschule anfing. Als Jazzmusiker machte er im Duo mit dem Gitarristen Nikolai Gromin in den 1960er Jahren auf sich aufmerksam. Die Verbindung bestand bis in die 1970er Jahre, danach spielte er vor allem mit eigenen Bands und Solo und bot dabei ein Spektrum von „mitreißenden, swingenden Bop-Improvisationen bis zu sehr modernen Experimenten“. Er spielte mit vielen wichtigen einheimischen Jazzmusikern in der Sowjetunion, wo er sehr populär ist und in den 1980er Jahren in einer einstündigen Sendung im landesweiten russischen Fernsehen porträtiert wurde, und mit ausländischen Musikern wie Duke Ellington, Dave Brubeck, Gary Burton, Steve Swallow, Pat Metheny, Herb Ellis, Toots Thielemans. Er nahm auch mehrere Alben unter eigenem Namen auf.
Er ist in Russland auch als Lehrer bekannt, schrieb ein Lehrbuch und veröffentlichte Videofilme über Jazzgitarre.